# José Marcelino da Rocha Cabral
José Marcelino da Rocha Cabral (Macedo de Cavaleiros, — Rio de Janeiro, 1849) foi um jornalista e advogado luso-brasileiro.
Formado em Direito pela Universidade de Coimbra, emigrou de Portugal em 1831, por ter apoiado os legalistas contra os miguelistas nas Guerras Liberais. Chegado inicialmente ao Rio de Janeiro, logo mudou-se para Rio Grande, onde elaborou os estatutos da Sociedade Promotora da Indústria Rio-grandense e depois foi redator do jornal O Propagador da Indústria Rio-Grandense. Renunciou à redação do jornal em 1834, para realizar um levantamente estatístico da província a convite do governador Fernandes Braga, o que levou ao fechamento do jornal.  
Abandonou o Rio Grande do Sul quando do início da Revolução Farroupilha por causa de seus vínculos legalistas. Voltando ao Rio de Janeiro, foi redator de O Despertador e membro fundador do Instituto Histórico e Geográfico Brasileiro. Em 1838 era cônsul-geral de Portugal no Rio de Janeiro. 
Após a falência de seu jornal em 1841, quando perdeu tudo, mudou-se para Diamantina, onde trabalhou como advogado. Retornou ao Rio em 1849, onde morreu pobre em uma casa do Jardim Botânico, em 1849.

## Fonte de referência
- KLAFKE, Álvaro Antônio. O Império na Província: construção do Estado Nacional nas páginas de O Propagador da Indústria Rio-Grandense. UFRGS, Porto Alegre, 2006.